# Saut à la perche masculin aux Jeux olympiques d'été de 2012
Navigation
Pékin 2008 Rio 2016
Le concours du saut à la perche masculin aux Jeux olympiques de 2012 a eu lieu le 8 août pour les qualifications et le 10 août pour la finale dans le Stade olympique de Londres.
Les limites de qualifications étaient de 5,72 m pour la limite A et de 5,60 m pour la limite B.

## Records
Avant cette compétition, les records dans cette discipline étaient les suivants :
| Record du monde  | 6,14 m | Sergueï Bubka | Ukraine   | 31 juillet 1994 | Sestrières |
| Record olympique | 5,96 m | Steven Hooker | Australie | 22 août 2008    | Pékin      |

## Médaillés
| Or                | Argent     | Bronze            |
| Renaud Lavillenie | Björn Otto | Raphael Holzdeppe |

## Résultats

### Finale (10 août)
| Rang                                | Athlète                | Pays               | 5,50 | 5,65 | 5,75 | 5,85 | 5,91 | 5,97 | 6,02 | 6,07 | Résultat | Notes |
| ----------------------------------- | ---------------------- | ------------------ | ---- | ---- | ---- | ---- | ---- | ---- | ---- | ---- | -------- | ----- |
| Médaille d'or, Jeux olympiques      | Renaud Lavillenie      | France             | –    | o    | o    | o    | x-   | xo   | x-   | xx   | 5,97     | OR    |
| Médaille d'argent, Jeux olympiques  | Björn Otto             | Allemagne          | o    | o    | xo   | xo   | o    | xx-  | x    |      | 5,91     |       |
| Médaille de bronze, Jeux olympiques | Raphael Holzdeppe      | Allemagne          | –    | xo   | xo   | xxo  | o    | xxx  |      |      | 5,91     | PB    |
| 4                                   | Steven Lewis           | Grande-Bretagne    | xo   | –    | xo   | xxx  |      |      |      |      | 5,75     |       |
| 4                                   | Yevgeny Lukyanenko     | Russie             | xo   | –    | xo   | xxx  |      |      |      |      | 5,75     | SB    |
| 6                                   | Konstadinos Filippidis | Grèce              | o    | xo   | xxx  |      |      |      |      |      | 5,65     |       |
| 7                                   | Jan Kudlička           | République tchèque | o    | xxo  | xxx  |      |      |      |      |      | 5,65     |       |
| 8                                   | Malte Mohr             | Allemagne          | o    | –    | xxx  |      |      |      |      |      | 5,50     |       |
| 9                                   | Romain Mesnil          | France             | o    | xxx  |      |      |      |      |      |      | 5,50     |       |
| 10                                  | Łukasz Michalski       | Pologne            | xo   | xxx  |      |      |      |      |      |      | 5,50     |       |
| 11                                  | Igor Bychkov           | Espagne            | xxo  | xxx  |      |      |      |      |      |      | 5,50     |       |
| NC                                  | Brad Walker            | États-Unis         | –    | xxx  |      |      |      |      |      |      | NM       |       |
| NC                                  | Steve Hooker           | Australie          | –    | xxx  |      |      |      |      |      |      | NM       |       |
| DSQ                                 | Dmitry Starodubtsev    | Russie             | o    | xo   | o    | xxx  |      |      |      |      | 5,75     |       |

Records et Performances
- AR : Record continental (area record)
- CR : Record des championnats (championship record)
- MR : Record du meeting (meet record)
- NR : Record national (national record)
- OR : Record olympique (olympic record)
- PR : Record paralympique (paralympic record)
- PB : Record personnel (personal best)
- SB : Meilleure performance personnelle de la saison (season's best)
- WL : Meilleure performance mondiale de l'année (world leader)
- WJR : Record du monde junior (world junior record)
- WR : Record du monde (world record)

Circonstances et Conditions
- DNF : N'a pas terminé (did not finish)
- DNS : N'a pas pris le départ (did not start)
- DQ : Disqualification (disqualification)
- NM : Aucun essai valable enregistré (No Mark)
- Q : Qualifié « directement » au prochain tour (ou à la prochaine compétition), lors d'une compétition majeure, grâce au classement ou à la réalisation des minima (automatic qualifier)
- q : Qualifié au prochain tour (ou à la prochaine compétition), lors d'une compétition majeure, grâce au repêchage ou à la réalisation de l'une des meilleures performances parmi celles des « non qualifiés directement » (grâce au meilleur temps ou à la meilleure distance par exemple) (secondary qualifier)

### Qualifications (8 août)
La limite de qualifications est fixée à 5,70 m (Q) ou au minimum les 12 meilleurs sauteurs (q).
| Rang | Groupe | Athlète                | Pays               | 5,20 | 5,35 | 5,50 | 5,60 | 5,65 | Resultat | Notes |
| ---- | ------ | ---------------------- | ------------------ | ---- | ---- | ---- | ---- | ---- | -------- | ----- |
| 1    | B      | Raphael Holzdeppe      | Allemagne          | –    | –    | –    | xo   | o    | 5,65     | q     |
| 1    | B      | Renaud Lavillenie      | France             | –    | –    | xo   | -    | o    | 5,65     | q     |
| 3    | A      | Konstadinos Filippidis | Grèce              | –    | o    | o    | o    | -    | 5,60     | q     |
| 4    | A      | Yevgeny Lukyanenko     | Russie             | –    | –    | xxo  | o    | -    | 5,60     | q     |
| 4    | A      | Romain Mesnil          | France             | –    | xo   | o    | xo   | -    | 5,60     | q     |
| 4    | B      | Brad Walker            | États-Unis         | –    | –    | xxo  | o    | -    | 5,60     | q     |
| 7    | B      | Dmitry Starodubtsev    | Russie             | –    | xo   | xo   | xo   | -    | 5,60     | q     |
| 8    | A      | Łukasz Michalski       | Pologne            | –    | xo   | xxo  | xo   | -    | 5,60     | q     |
| 9    | B      | Igor Bychkov           | Espagne            | o    | -    | o    | xx-  | x    | 5,50     | q     |
| 9    | A      | Steve Hooker           | Australie          | –    | -    | o    | -    | -    | 5,50     | q     |
| 9    | B      | Jan Kudlička           | République tchèque | –    | o    | o    | -    | -    | 5,50     | q     |
| 9    | A      | Steven Lewis           | Grande-Bretagne    | –    | –    | o    | -    | -    | 5,50     | q     |
| 9    | A      | Malte Mohr             | Allemagne          | -    | -    | o    | -    | -    | 5,50     | q     |
| 9    | A      | Björn Otto             | Allemagne          | –    | –    | o    | -    | -    | 5,50     | q     |
| 15   | A      | Jeremy Scott           | États-Unis         | –    | o    | xo   | xxx  | -    | 5,50     |       |
| 16   | B      | Lázaro Borges          | Cuba               | –    | xxo  | xo   | xxx  | -    | 5,50     |       |
| 16   | B      | Sergey Kucheryanu      | Russie             | –    | xxo  | xo   | xxx  | -    | 5,50     |       |
| 18   | B      | Nikita Filippov        | Kazakhstan         | o    | o    | xxx  | -    | -    | 5,35     |       |
| 18   | A      | Maksym Mazuryk         | Ukraine            | -    | o    | xxx  | -    | -    | 5,35     |       |
| 20   | A      | Ivan Horvat            | Croatie            | o    | xo   | xxx  | -    | -    | 5,35     |       |
| 20   | B      | Yang Yansheng          | Chine              | -    | xo   | xxx  | -    | -    | 5,35     |       |
| 22   | B      | Mareks Ārents          | Lettonie           | xo   | xo   | xxx  | -    | -    | 5,35     |       |
| 23   | B      | Stanislau Tsivonchyk   | Biélorussie        | xo   | xxx  | -    | -    | -    | 5,20     |       |
| 24   | A      | Edi Maia               | Portugal           | xxo  | xxx  | -    | -    | -    | 5,20     |       |
| nc   | B      | Jere Bergius           | Finlande           | -    | xxx  | -    | -    | -    | NM       |       |
| nc   | A      | Fábio Gomes da Silva   | Brésil             | –    | –    | xxx  | -    | -    | NM       |       |
| nc   | B      | Alhaji Jeng            | Suède              | -    | xxx  | -    | -    | -    | NM       |       |
| nc   | A      | Kim Yoo-Suk            | Corée du Sud       | xxx  | -    | -    | -    | -    | NM       |       |
| nc   | B      | Derek Miles            | États-Unis         | xxx  | -    | -    | -    | -    | NM       |       |
| nc   | B      | Paweł Wojciechowski    | Pologne            | -    | xxx  | -    | -    | -    | NM       |       |
| nc   | A      | Seito Yamamoto         | Japon              | -    | xxx  | -    | -    | -    | NM       |       |
| nc   | B      | Denys Yurchenko        | Ukraine            | -    | xxx  | -    | -    | -    | NM       |       |

## Légende
Records et Performances
- AR : Record continental (area record)
- CR : Record des championnats (championship record)
- MR : Record du meeting (meet record)
- NR : Record national (national record)
- OR : Record olympique (olympic record)
- PR : Record paralympique (paralympic record)
- PB : Record personnel (personal best)
- SB : Meilleure performance personnelle de la saison (season's best)
- WL : Meilleure performance mondiale de l'année (world leader)
- WJR : Record du monde junior (world junior record)
- WR : Record du monde (world record)

Circonstances et Conditions
- DNF : N'a pas terminé (did not finish)
- DNS : N'a pas pris le départ (did not start)
- DQ : Disqualification (disqualification)
- NM : Aucun essai valable enregistré (No Mark)
- Q : Qualifié « directement » au prochain tour (ou à la prochaine compétition), lors d'une compétition majeure, grâce au classement ou à la réalisation des minima (automatic qualifier)
- q : Qualifié au prochain tour (ou à la prochaine compétition), lors d'une compétition majeure, grâce au repêchage ou à la réalisation de l'une des meilleures performances parmi celles des « non qualifiés directement » (grâce au meilleur temps ou à la meilleure distance par exemple) (secondary qualifier)